# Brycinus
Brycinus és un gènere de peixos pertanyent a la família dels alèstids.

## Distribució geogràfica
Es troba a Àfrica.

## Taxonomia
- Brycinus abeli  (Fowler, 1936)
- Brycinus affinis  (Günther, 1894)
- Brycinus bahrsarae  (Fowler, 1949)
- Brycinus bartoni  (Nichols & La Monte, 1953)
- Brycinus batesii  (Boulenger, 1903)
- Brycinus bimaculatus (Boulenger, 1899)
- Brycinus brevis  (Boulenger, 1903)
- Brycinus carmesinus (Nichols & Griscom, 1917)
- Brycinus carolinae  (Paugy & Lévêque, 1981)
- Brycinus derhami  (Géry & Mahnert, 1977)
- Brycinus ferox  (Hopson & Hopson, 1982)
- Brycinus fwaensis  (Géry, 1995)
- Brycinus grandisquamis (Boulenger, 1899)
- Brycinus humilis  (Boulenger, 1905)
- Brycinus imberi  (Peters, 1852)[3]
- Brycinus intermedius  (Boulenger, 1903)
- Brycinus jacksonii  (Boulenger, 1912)
- Brycinus kingsleyae  (Günther, 1896)
- Brycinus lateralis  (Boulenger, 1900)
- Brycinus leuciscus  (Günther, 1867)[4][5]
- Brycinus longipinnis  (Günther, 1864)[6][7]
- Brycinus luteus  (Roman, 1966)
- Brycinus macrolepidotus  (Valenciennes, 1850)
- Brycinus minutus  (Hopson & Hopson, 1982)
- Brycinus nigricauda  (Thys van den Audenaerde, 1974)
- Brycinus nurse  (Rüppell, 1832)
- Brycinus opisthotaenia  (Boulenger, 1903)
- Brycinus peringueyi  (Boulenger, 1923)
- Brycinus poptae  (Pellegrin, 1906)
- Brycinus rhodopleura  (Boulenger, 1906)
- Brycinus sadleri  (Boulenger, 1906)
- Brycinus schoutedeni  (Boulenger, 1912)
- Brycinus taeniurus  (Günther, 1867)
- Brycinus tessmanni  (Pappenheim, 1911)
- Brycinus tholloni (Pellegrin, 1901)[8][9][10][11][12][13]